# William R. Shea
William René Shea (* 16. Mai 1937 in Québec) ist ein kanadischer Wissenschaftshistoriker.
Shea studierte an der Universität Cambridge und war an der Harvard University, lehrte an der University of Ottawa, der McGill University und der Universität Straßburg, bevor er 2003 als Inhaber der Cattedra Galileiana Professor für Wissenschaftsgeschichte an der Universität Padua wurde.
Er befasst sich insbesondere mit Galileo Galilei und der Wissenschaftlichen Revolution in der frühen Neuzeit.
Er ist Mitglied der Royal Society of Canada, der Schwedischen Akademie der Wissenschaften und der Academia Europaea (1997). Er war Präsident der International Academy of the History of Science und der International Union for the History and Philosophy of Science. 1993 erhielt er die Koyré-Medaille, 2015 die Commandino-Medaille.

## Schriften
- Galileo’s Intellectual Revolution: middle period 1610-1632. Macmillan 1972
- Herausgeber mit Maria Luisa Ringhini Bonelli: Reason, Experiment, and Mysticism in the Scientific Revolution. Science History Publications, New York 1975.
- mit John King-Farlow: Values and the Quality of Life. Science History Publications, 1976
- Herausgeber: Basic Issues in the Philosophy of Science. Science History Publications, 1976
- Galileo’s Intellectual Revolution: Middle Period, 1610-1632. Science History Publications, 1977
- Herausgeber mit Mario Bunge Rutherford and Physics at the Turn of the Century. Science History Publications, 1979
- Herausgeber: Otto Hahn and the rise of nuclear physics. Springer, 1983
- Herausgeber: Nature Mathematized: historical and philosophical case studies in classical modern natural philosophy. Sold, 1983
- Herausgeber: Revolutions in Science: Their Meaning and Relevance. Science History Publications, 1989
- Herausgeber mit Beat Sitter-Liver: Scientists and Their Responsibility. Watson Pub. International, 1989
- Copernico, Galileo, Cartesio: aspetti della rivoluzione scientifica. Armando, 1989
- Herausgeber mit Antonio Spadafora: Creativity in the Arts and Science. Science History Publications, 1990
- Herausgeber mit Trevor Harvey Levere Nature, Experiment, and the Sciences: essays on Galileo and the history of science. Kluwer, 1990 (Beiträge u. a. Stillman Drake)
- Herausgeber mit Marcello Pera: Persuading science. Science History Publications, 1991
- Herausgeber mit Antonio Spadafora: Interpreting the World: Science and Society. Science History Publications, 1992
- mit Marcello Pera, Pierluigi Barrotta: L’arte della persuasioe scientifica. Guerini e associati, 1992
- mit Enrico Bellone: Le scienze fisiche e astronomiche. Einaudi, 1992
- mit Carlo Pirovano: Storia delle scienze. Einaudi, 1992
- Galileo Galilei: An Astronomer at Work. Canadian Society for History and Philosophy of Science, 1993
- The Magic of Numbers and Motion: The Scientific Career of Rene Descartes. Science History Publications, 1991
- Herausgeber: Energy Needs in the Year 2000: Ethical and Environmental Perspectives. Watson Pub. International, 1994
- Copernico: un rivoluzionario prudente. Le Scienze, 2001
- Designing Experiments & Games of Chance: the unconventional science of Blaise Pascal. Science History Publications, 2003
- mit Mariano Artigas: Galileo in Rome: The Rise and Fall of a Troublesome Genius. Oxford University Press, 2003
  - Deutsche Übersetzung: Galileo Galilei. Aufstieg und Fall eines Genies. Primus Verlag 2006, ISBN 978-3-89678-559-6
- mit Mariano Artigas: Galileo Observed: Science and the Politics of Belief. Science History Publications, 2006
- Übersetzer und Herausgeber: Galileo’s Sidereus nuncius, or, A sidereal message. Science History Publications, 2009